# Half Moon Bay
La Half Moon Bay è una baia sulla costa del Pacifico nella Contea di San Mateo, in California. La baia ha una forma semicircolare, e il nome deriva proprio dal fatto che ricordi la Luna in una delle sue fasi (in inglese Half Moon Bay significa letteralmente "baia della mezza luna"). Al largo della baia c'è uno spot per il surf chiamato Mavericks. Nelle vicinanze si trovano la città di Half Moon Bay e di Princeton-by-the-Sea.
Le specie marine presenti nella baia sono le sogliole, i sebastidi, le embiotocidae, le aringhe del Pacifico, e altri.